# Антаїнамбалана
Антаїнамбалана (малаг. Antainambalana) або Антенамбалана (малаг. Antenambalana) — річка Мадагаскару в регіоні Аналанджірофо, в провінції Туамасіна, яка впадає в Індійський океан в затоці Антонгілі, поблизу Мароанцетра на сході острова. Притока — Ампаріхі.